# Trevesia beccarii
Trevesia beccarii är en araliaväxtart som beskrevs av Jacob Gijsbert Boerlage. Trevesia beccarii ingår i släktet Trevesia och familjen araliaväxter.
Artens utbredningsområde är Sumatera. Inga underarter finns listade.